# Batalla de l'aigua pesant

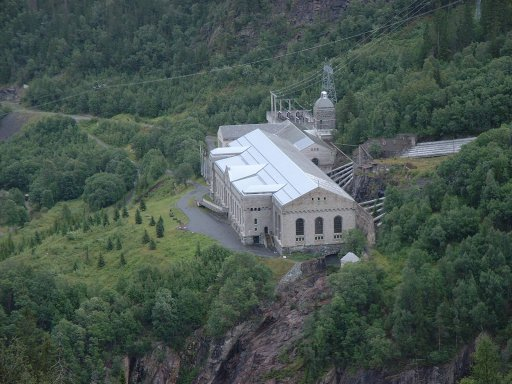
La planta hidroelèctrica Vemork, planta de producció d'amoníac amb un producte col·lateral militarment important, l'aigua pesant.

La batalla de l'aigua pesant va ser una sèrie d'accions fetes per sabotejadors noruecs durant la Segona Guerra Mundial per impedir que el projecte d'energia nuclear alemany aconseguís l'aigua pesant que li permetria construir armes nuclears.
Entre 1942 i 1944 un grup d'accions de sabotatge fetes pel moviment de resistència noruec i els bombardejos dels aliats van aconseguir la destrucció de la planta i la pèrdua de l'aigua pesant produïda. Aquestes accions, amb els noms en clau «Freshman», «Grouse» i «Gunnerside», van aconseguir aturar la producció de la planta a principis de 1943 i aturar de fet la recerca nuclear nazi.
La ràtzia va ser batejada més tard pel SOE com l'acte de sabotatge més reeixit de tota la Segona Guerra Mundial.

## Rerefons tècnic
Quan l'Alemanya Nazi va investigar la possibilitat de construir una bomba atòmica hi havia un grup de possibles camins a seguir. No se saben els detalls sobre la decisió de triar el camí de l'aigua pesant, però aquest camí, encara que no va tenir èxit, es basava en una aproximació que més tard s'ha demostrat com a factible:
- El plutoni-239 (Pu239) és un material nuclear efectiu.
- L'aigua pesant és un moderador efectiu per la producció de Pu239.
- L'aigua pesant es pot produir amb electròlisi.

### Aproximacions al desenvolupament d'una arma
En el desenvolupament d'una arma atòmica, el problema principal és aconseguir suficient material "de nivell militar", en concret els isòtops fissionables d'urani-235 (U235) o bé de Pu239. Per produir urani de nivell militar es pot extreure urani d'un filó natural i enriquir-lo. També es pot "alimentar" plutoni en un reactor nuclear fent servir urani sense enriquir com a combustible i llavors separar de manera química el Pu239 produït. Al contrari dels Aliats, qui perseguien alhora l'enriquiment d'urani i la producció de plutoni en reactors, els científics alemanys van triar concentrar-se en la producció de plutoni, ja que el complex industrial necessari per fer aquestes armes no és tan car.

### Producció de plutoni
Tot i que l'isòtop més comú de l'urani, l'urani-238 (U238), és inútil com a material de fissió d'una bomba atòmica, l'U238 pot ser emprat per produir Pu239. La fissió de l'U235 produeix neutrons, alguns dels quals són absorbits per l'U238 i creen U239. Al cap d'uns dies l'U239 decau i es torna en Pu239, usable en armament.
Els alemanys no van examinar el grafit ultrapur sinó que es van concentrar en el disseny d'un reactor basat en l'aigua pesant. Un reactor nuclear moderat per aigua pesant es podria usar per investigar la fissió nuclear i, en última instància, per generar plutoni a partir del qual fer una bomba atòmica.

### Producció d'aigua pesant
L'aigua pesant és un producte col·lateral de la producció de fertilitzant d'amoníac. En aquella època, l'hidrogen es produïa per electròlisi d'aigua. Aleshores el procés Haber reacciona l'hidrogen amb el nitrogen de l'aire i produeix amoníac. En aquella època, el principal proveïdor d'amoníac d'Europa era la planta hidroelèctrica de Vemork, Noruega, dirigida per Norsk Hydro, a prop de Rjukan, a la regió de Telemark.
La tecnologia és directa. L'aigua pesant (D₂O) se separa de l'aigua normal per electròlisi perquè la diferència de massa entre els dos isòtops d'hidrogen es tradueix en una petita diferència de velocitat en la reacció. Per produir aigua pesant pura per electròlisi es necessita una gran cascada de cambres d'electròlis,i i consumir grans quantitats d'energia. Com que a Vemork la producció d'hidrogen es basava en l'electròlisi, l'aigua pesant era un producte aconseguit de manera rutinària.
Hans Suess va ser un conseller alemany sobre la producció d'aigua pesant. Suess va assegurar que la planta de Rjukan seria incapaç de produir quantitats militars d'aigua pesant en menys de cinc anys al ritme de producció que duia.

## Operacions Freshman i Grouse

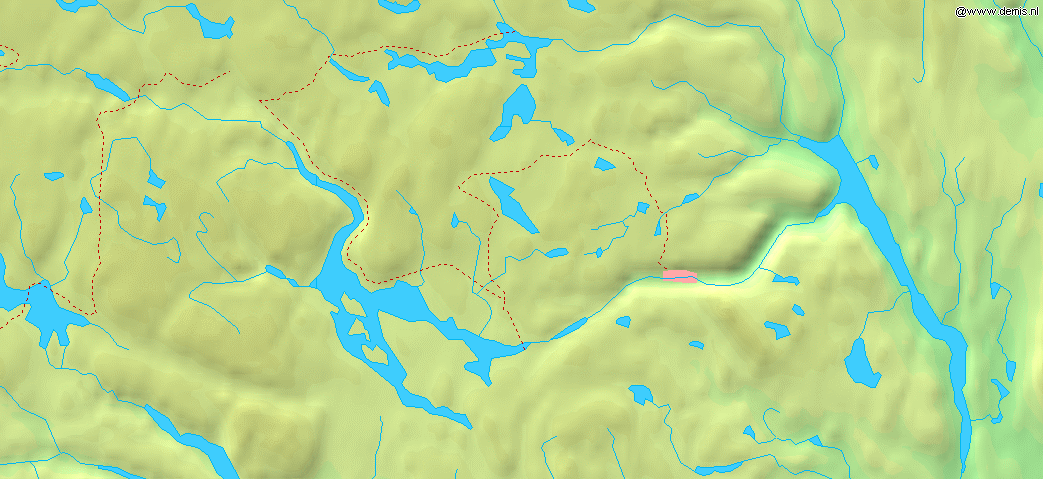
Mapa que mostra Rjukan entre els llacs Møsvatn (oest, riu amunt) i Tinnsjø (est)

La destrucció de la planta va ser ideada per la Comandància d'Operacions Combinades el novembre de 1942. El pla consistia en dues operacions: la primera entraria un grup de locals noruecs a la zona com a força d'avançada i, un cop a lloc, la segona portaria un grup d'enginyers britànics en planador per atacar la planta.
El 19 d'octubre de 1942, un grup de quatre homes, comandos noruecs, entrenats per l'Special Operations Executive (SOE), van saltar en paracaigudes sobre Noruega. Des del seu remot punt de salt fins a la planta havien d'esquiar una distància considerable i, per tant, es va donar força temps a aquesta missió, coneguda com a Operació Grouse. Aquest pla, al contrari d'altres plans anteriors que no havien reeixit, va incloure la memorització i estudi d'una sèrie d'esborranys i plànols per part del grup de comandos.
Un cop l'equip Grouse noruec va fer contacte amb els britànics, aquests es van mostrar suspicaços, ja que el contacte s'havia perdut feia massa temps: l'equip havia estat llançat en un punt equivocat de Noruega i es van perdre pel camí diverses vegades. La pregunta clau era: "Què vau veure la matinada del dia (tal)?" i l'equip Grouse va contestar: "Tres elefants roses". Els britànics van quedar meravellats per l'èxit de l'equip noruec i la següent fase de les operacions va començar.
El 19 de novembre de 1942 va començar l'Operació Freshman: l'aterratge en planador sobre el llac congelat Møsvatn, prop de la planta. Els dos planador Airspeed Horsa, tibats per bombarders Handley Page Halifax i duent cada un dos pilots de planador i quinze Royal Engineers de la 9a Companyia, 1a Divisió Aerotransportada Britànica, van enlairar-se de Skiteen, a prop de Wick, a Caithness. Tibar planadors sempre havia estat una tasca molt perillosa, però les circumstàncies normals van empitjorar pel fet de volar una gran distància (fins a Noruega) i amb unes condicions climatològiques molt dolentes. Un dels remolcadors Halifax es va estavellar en una muntanya i en van morir els set tripulants; el seu planador es va poder desenganxar i es va estavellar a prop, amb alguns morts. L'altre Halifax va poder arribar a l'àrea on hi havia la zona de desenganxament, però tot i que les condicions meteorològiques havien millorat, no va poder trobar la zona en si, en no poder enllaçar els fars Eureka (a terra) i Rebecca (a l'aire). Després de moltes voltes i de gastar el combustible, el pilot del Halifax va decidir avortar la missió i tornar a la base. Immediatament el remolcador i el planador es van trobar núvols molt espessos i una gran turbulència que va trencar el cable del remolc. El planador va fer un aterratge d'emergència prop d'on l'altre planador havia caigut, també amb diversos morts i ferits en la caiguda. Els noruecs no van poder arribar-hi a temps i tots els supervivents van caure en mans de la Gestapo, que els va torturar durant l'interrogatori (fins i tot els ferits greus) i els va executar tots de manera sumària, tal com indicava l'Ordre de Comandos que havia promulgat Adolf Hitler.
L'equip Grouse de noruecs va passar una duríssima espera en el seu amagatall de la muntanya, subsistint a base de molsa i líquens fins que, just abans de Nadal, van poder caçar un ren.
Una pel·lícula noruega de 1948 basada en aquesta incursió, anomenada Kampen om tungtvannet, inclou la participació dels quatre participants en la ràtzia.

## Operació Gunnerside
El comandament britànic era conscient de la supervivència de l'equip Grouse i van decidir de fer una altra operació amb ells. En aquests moment l'equip havia canviat el nom a Swallow. La nit del 16 de febrer de 1943 va començar l'Operació Gunnerside (anomenada així pel poble on el cap del SOE, Sir Charles Hambro, solia caçar galls boscans, grouse en anglès). Sis comandos noruecs més van ser llançats en paracaigudes a Noruega per un bombarder Handley Page Halifax que havia sortit de Tempsford. Van tenir èxit en el salt i van localitzar l'equip Swallow després d'uns dies de recerca. L'equip combinat va fer els preparatius finals per fer l'assalt durant la nit del 27 de febrer.
Els subministraments requerits pels comandos van ser llançats en contenidors CLE. Un d'aquests contenidors va ser enterrat en la neu per un patriota noruec per amagar-lo dels alemanys. Més endavant el va aconseguir recuperar i l'agost de 1976 el va entregar a un oficial de l'aire britànic que feia exercicis en la zona. Aquest contenidor va ser retornat a Anglaterra i avui es pot veure al Museu de l'Aire d'Aldershot.
Després de l'Operació Freshman, els alemanys van reforçar la planta amb mines antipersona, focus de llum i guàrdies. Tot i que les mines i els llums es van mantenir, el personal de reforç va minvar durant el dur hivern. El que sí que va quedar ben reforçat va ser l'únic accés a la planta, per un estret pont de setanta-cinc metres de llargada que salvava els dos-cents metres de caiguda sobre el riu Maan.
Els comandos van decidir baixar el precipici de nit, travessar el riu glaçat i escalar de nou el precipici per l'altra banda. En aquell mes el riu duia molt poca aigua i un cop els comandos van haver escalat el precipici van trobar una línia de ferrocarril que entrava a la planta sense estar vigilada. El SOE havia aconseguit col·locar un agent dins la planta fins i tot abans que el grup Grouse saltés sobre Noruega. Aquest agent havia estat passant informació detallada sobre la planta i els horaris dels empleats i guàrdies. L'equip de demolició va poder usar aquesta informació per aconseguir entrar al soterrani principal a través d'un túnel de canalitzacions i a través d'una finestra.
Els sabotejadors van posar càrregues explosives a les cambres d'electròlisi d'aigua pesant i van enganxar-li un fus prou llarg com per poder fugir de la planta. A part del vigilant nocturn, a qui van "silenciar", els comandos no es van trobar ningú en tota la missió ni en la fugida. El grup va deixar una metralladora britànica a la planta per indicar que el sabotatge havia estat obra de tropes britàniques i no de la resistència local, per evitar la represàlia nazi. Totes les càrregues van explotar i van destruir les cambres d'electròlisi i van deixar escapar tota l'aigua pesant emmagatzemada.
Els deu noruecs van aconseguir fugir. Sis d'ells van esquiar 400 quilòmetres fins a Suècia i els altres quatre es van quedar a Noruega per ajudar la resistència. La planta va ser reconstruïda l'abril següent i el SOE va determinar que repetir una incursió seria extremadament difícil, ja que els alemanys van multiplicar la seguretat. El novembre següent la planta va ser bombardejada en una ràtzia aèria diürna de 143 bombarders B-17 que van deixar caure 711 bombes, de les quals com a mínim 600 van fallar la planta. Tot i això la planta va rebre força; si un any abans s'havia preferit l'assalt terrestre és perquè la tecnologia de dotze mesos enrere només permetia fer un bombardeig nocturn, que hagués estat desastrós.

## Conseqüències
Tot i que l'atac de comandos no va fer un dany excessiu a la planta, en va aconseguir aturar la producció. Així que la planta va tornar a produir aigua pesant, la USAAF va començar a atacar-la en ràtzies aèries. Els alemanys van creure que tard o d'hora hi hauria algun impacte crític i van decidir abandonar la planta i transportar els estocs i els materials importants a Alemanya el 1944.
Knut Haukelid va descobrir el pla alemany i va decidir sabotejar el ferri que duia l'aigua pesant a través del llac Tinnsjø. Es va poder introduir al vaixell pel fet de conèixer un dels tripulants. Un cop dins, va posar una bomba a la bodega del vaixell i va fugir. Heukelid havia enganxat vuit quilos i mig d'explosiu plàstic amb dos fusos activats per rellotge a la quilla del vaixell D/F Hydro, que havia de dur els dipòsits d'aigua (transportats per terra per ferrocarril). El 20 de febrer de 1944, poc després de salpar a la mitjanit, el ferri i la seva càrrega es van enfonsar en aigües profundes, aconseguint per fi l'objectiu de totes aquestes missions: aturar per sempre el desenvolupament de la bomba atòmica per l'Alemanya Nazi. Uns quants civils noruecs van morir en el vaixell. Alguns testimonis van indicar que els barrils flotaven quan el vaixell es va enfonsar, cosa que podria indicar que realment no duien aigua pesant. Després de la guerra, els documents examinats van mostrar que els dipòsits duien poca aigua pesant i que per això alguns d'ells podien haver flotat. S'especula sobre si algun d'aquests dipòsits va ser rescatat després de l'explosió i dut finalment a Alemanya. Una expedició va recuperar el 2005 el barril numerat "26" del fons del llac. El seu contingut d'aigua pesant coincidia amb els papers recuperats i es va confirmar que el ferri no era cap esquer.
Sense que ho sabessin els sabotejadors, el SOE havia preparat un "Pla B" per atacar el carregament a Herøya. La fàbrica desmuntada d'aigua pesant va ser trobada en la part final de la guerra al sud d'Alemanya per la força de seguretat nuclear durant l'Operació Alsos.
A vista passada, hi ha un consens sobre el fet que el programa nuclear militar alemany no hauria aconseguit produir una bomba atòmica abans que la guerra acabés. Tot i això, l'acció de Vemork va convertir els comandos noruecs en herois nacionals.

## Agents noruecs del SOE
El primer agent dins de la planta
Einar Skinnarland
L'equip Grouse/Swallow
Jens Anton Poulsson
Arne Kjelstrup
Knut Haugland
Claus Helberg
L'equip Gunnerside
Joachim Rønneberg
Knut Haukelid
Fredrik Kayser
Kasper Idland
Hans Storhaug
Birger Strømsheim
(Leif Tronstad) (planificador des de la Gran Bretanya)
L'equip del llac Tinnsjø
Knut Haukelid, àlies "Bonzo"
Rolf Sørlie (resistència local)
Einar Skinnarland (operador de ràdio)
Gunnar Syverstad (ajudant del laboratori)
Kjell Nielsen (director del transport de la planta)
("Larsen") (enginyer principal de la planta)
(NN) (procurador de vehicles i conductor)

## Llibres, pel·lícules i programes de ràdio i televisió
- El 1948 es va fer un docufilm franconoruec en blanc i negre titulat La Bataille de l'eau lourde / Kampen om tungtvannet ("La batalla de l'aigua pesant"), on apareixien alguns dels sabotejadors reals.
- La batalla serveix com a base per la pel·lícula bèl·lica The Heroes of Telemark (Els herois de Telemark), una producció de Hollywood de 1965 protagonitzada per Kirk Douglas. El seu personatge, Dr. Rolf Pedersen, està inspirat en Joachim Rønneberg. El mateix Rønneberg va declarar que "La batalla de l'aigua pesant és un intent honest de descriure què va passar. En canvi, The Heroes of Telemark té poc a veure amb la realitat".
- El llibre The Real Heroes of Telemark: The True Story of the Secret Mission to Stop Hitler's Atomic Bomb de Ray Mears, publicat per Hodder & Stoughton 2003 (ISBN 0-340-83016-6) descriu els fets des del punt de vista de les habilitats de supervivència dels comandos. Es va publicar paral·lelament a una sèrie de documentals de la BBC, The Real Heroes of Telemark, que és força més fidel a la realitat que la pel·lícula nord-americana. El documental descriu també la part de supervivència de l'atac: sobreviure durant mesos en una cabana en la muntanya. El títol del documental és una broma sobre el títol de la pel·lícula.
- El llibre Skis Against the Atom (ISBN 0-942323-07-6) és una explicació en primera persona feta per Knut Haukelid, un dels comandos que va romandre a Noruega.
- El llibre Assault In Norway: Sabotaging the Nazi Nuclear Program de Thomas Gallagher, publicat per Harcourt Brace Jovanovich, 1975 (ISBN 0-15-109582-5) / The Lyons Press, 2002 (ISBN 1-58574-750-5) se centra en els comandos noruecs.
- El llibre Operation Freshman: The Rjukan Heavy Water Raid, 1942 de Richard Wiggan, publicat per W. Kimber, 1986 (ISBN 0-7183-0571-X) se centra en l'Operació Freshman.
- El llibre "Blood and Water: Sabotaging Hitler's Bomb" de Dan Kurzman, publicat Henry Holt & Company, 1997 (ISBN 0-8050-3206-1) documenta totes les operacions contra la planta de Vemork.
- El llibre E=MC2: A Biography of the World's Most Famous Equation (ISBN 0-330-39165-8) té tota una secció dedicada a la incursió.
- El llibre Between Silk and Cyanide de Leo Marks té un capítol sobre la incursió des del punt de vista del criptògraf del SOE que va muntar tot el sistema de comunicacions entre el SOE i els sabotejadors.
- El llibre The Making of the Atomic Bomb de Richard Rhodes (ISBN 0-684-81378-5) té una detallada secció sobre la incursió.
- El 2003 al programa de la Ràdio 4 de la BBC Telemark Heroes, Julian Pettifer va parlar amb els supervivents de l'Operació Gunnerside, Tornar-lo a escoltar Arxivat 2007-07-11 a Wayback Machine.
- El 2004 la Australian Broadcasting Corporation va fer el progrma The Big Picture: Real Heroes Of Telemark, escrit i produït per Martin Pailthorpe, producció executiva de Dick Colthurst.
- El 2005 PBS va fer el documental Hitler's Sunken Secret.